# 林吉祥
丹斯里林吉祥（1941年2月20日—），马来西亚政治人物、讼务律师。他曾为民主行动党国会领袖、柔佛依斯干达公主城（前称振林山）國會議員，并曾担任国会反对党领袖多年，是马来西亚历史上在任最久的国会反对党领袖。其长子林冠英曾任马来西亚财政部长，女儿林慧英则为现任财政部副部长。

## 家庭及教育背景
林吉祥籍貫中國福建東山，1941年2月20日出生于英属马来亚柔佛峇株巴辖县。父亲林宝山是阉鸡和阉猪工人，母亲张九年是家庭主妇。他有两个哥哥及一个姐姐，在家中排行最小。
林吉祥曾经在夜校接受两年半的小学华文教育，后转到英文小学就读，后来完成了中学教育，之後曾在新加坡海峽時報及新加坡廣播電視台出任記者。
1960年林吉祥迎娶梁玉治并于次年诞下长子林冠英，目前有四个孩子。林吉祥也曾于1960年在士乃华小担任临时教师，教导一至六年级的英文，教书时住在新山并乘搭德士往返两地。
1977年获英国林肯律师学院颁授讼务律师资格。

## 政治生涯
林吉祥于1965年加入人民行动党。随着马新分家后，人民行动党在马来西亚的支部党员在1966年另外注册新的政党——民主行动党取代，林吉祥在创党时期担任首任秘书长蒂凡那的政治秘书，还有党全国组织秘书至1969年，同时他也是党报《火箭报》英文版主编。
1968年雪兰莪沙登（Serdang）州议席出现补选，林吉祥首次参选但落败于马华候选人。
1969年大选后发生一系列的动荡事件，使他当选党秘书长。他称自己是民主社会主义者，同时也是社会民主主义的支持者。
林吉祥在1969年首次参选国会议席，成功当选马六甲市国会议员。由于选后他被内安法令扣留，他的当选最初被认定为无效，因为法律禁止未能履行职务的国会议员参与下一届选举。首相敦阿都拉萨在国会提出动议阻止林吉祥执行国会议员职务，使林吉祥有时间可以申请最高元首的禁令豁免。最后禁令成功豁免，林吉祥成功保住其议席。1973年，他首次担任马来西亚国会下议院反对党领袖。1975年起再次担任国会反对党领袖至1999年。
除了1999年至2004年因1999年大选败北，林吉祥在五个州属先后成功当选国会议员：
| 州属   | 国会议席（中文）             | 国会议席（马来语） | 年份       |
| ------ | ---------------------------- | ------------------ | ---------- |
| 马六甲 | 马六甲市                     | Bandar Melaka      | 1969－1974 |
| 马六甲 | 马六甲市区                   | Kota Melaka        | 1974－1978 |
| 雪兰莪 | 八打灵                       | Petaling           | 1978－1982 |
| 马六甲 | 马六甲市区                   | Kota Melaka        | 1982－1986 |
| 槟城   | 丹绒                         | Tanjong            | 1986－1999 |
| 霹雳   | 怡保东区                     | Ipoh Timor         | 2004－2013 |
| 柔佛   | 振林山                       | Gelang Patah       | 2013－2018 |
| 柔佛   | 依斯干达公主城（前称振林山） | Iskandar Puteri    | 2018-2022  |

他同时也兼任州议员：
| 州属   | 州议席（中文） | 州议席（马来语） | 年份       |
| ------ | -------------- | ---------------- | ---------- |
| 马六甲 | 城堡           | Kubu             | 1974－1982 |
| 槟城   | 甘榜哥南       | Kampong Kolam    | 1986－1990 |
| 槟城   | 巴当哥打       | Padang Kota      | 1990－1995 |

在1986年起在槟州竞选州席时期发动了名为“丹绒战役”的竞选活动，目的是要执政槟城，但功败垂成。1986年打败首次上阵的民政党候选人许子根，1990年成功击败首席部长林苍佑使他退出政坛，1995年转战当时已是首席部长的许子根但败北。
1999年大选由于替代阵线里回教党执政的恐惧使到华人票流向国阵，林吉祥不止在州议席败选，国会议席也首次败选。
他以党秘书长的身份领导行动党至1999年，取代曾敏兴成为党主席。2004年，他拒绝再继任党主席，此职由卡巴星取代。林吉祥被委任为党顾问，设立“政策及策略计划委员会”并担任主席。他的长子林冠英目前是党主席。
在2004年大选赢得怡保东区国会议席的同时，行动党也因议席比其他在野党多而再次成为国会最大反对党，林吉祥继1999年后再次成为国会反对党领袖。
2008年大选，他以21942多数票再次捍卫怡保东区国会议席。
2013年大选，林吉祥转战柔佛州振林山国会议席，成功打败国阵巫统的重量级人物，即前柔佛州务大臣阿都干尼·奥斯曼。随着大选期间出现的种种选举舞弊传闻，他表示这次的大选是“马来西亚史上最肮脏的选举”。 
2018年大选，林吉祥所领导的民主行动党与人民公正党，土著团结党及国家诚信党组成的希望联盟以占国会超过112席赢得马来西亚第14届全国大选。
2020年2月24日，马来西亚发生政治危机，导致希盟政权宣布垮台，林吉祥所领导的行动党再次沦为反对党。他在慕尤丁执政的国民联盟期间继续与人民公正党和国家诚信党组成政治联盟，试图扳倒国民联盟政权。

## 2015年禁足国会事件
2015年10月19日，林吉祥针对一个马来西亚发展有限公司丑闻（1MDB）批评时任国会下议院议长班迪卡滥权且破坏1MDB调查工作，最终因拒绝撤回言论及道歉而于10月22日遭动议冻结议员资格六个月，并被禁足国会下议院议会半年。下议院是以107票支持、77票反对之下，通过由首相署部长阿莎丽娜提呈的动议。林吉祥表示，自己遭冻结议员资格真正原因是首相纳吉·阿都拉萨为了掩盖1MDB丑闻而让他成为新的受害者，并指在此之前已有许多人成为1MDB受害者包括前副首相慕尤丁、前乡村及区域发展部长沙菲益阿达、前总检察长阿都干尼·巴代，以及调查1MDB的特工队等。他还认为，前首相马哈迪·莫哈末很可能会成为下一个受害者。
2016年5月16日，林吉祥在一众行动党国会议员欢迎下重返国会。他在国会走廊召开记者会时表示，缺席了6个月后，自己对能重返国会感到非常开心，并表明会继续追打首相纳吉的1MDB课题。

## 争议

### 沙文主义指控
林吉祥因对马来西亚政治有强烈的观点，是个争议性人物，巫统一直攻击他是推崇“华人沙文主义”的人。马来作家巴克里慕沙标签他和卡巴星是种族挑衅者。林吉祥一直驳斥这些说法，表示自己不是种族主义者，是为了全马来西亚人而斗争。

### 抵制霹雳州务大臣宣誓仪式
2008年大选告捷后，林吉祥发出指示要求所有行动党代表不要出席霹雳州务大臣宣誓仪式，指苏丹钦点的伊斯兰党籍大臣没有获得行动党议员的支持。这促使霹雳州务大臣宣誓仪式一度取消，直到林吉祥道歉及收回指示才恢复举行。

### 评论爪夷文政策
2019年8月，在教育部决议在国民型小学（即華/淡小）推出Seni Khat（爪夷艺术书法）政策后，林吉祥發文告指出「華社不该一味反对学习爪夷文」，并表示自己先前曾在狱中学习过爪夷文。他也表示，学习爪夷文并不会淡化自己本身的华人特质，还或许更像一个马来西亚人。此言一出，引起華社热议，有者甚至說其「卖華」。同一时段林吉祥也在出席士古来中元节普渡晚会上被在场民众的嘘声下黯然离开，被网民指“千年道行一朝丧”。

### 涉及发表煽动性推文争议
2022年5月19日，林吉祥在个人博客上引述斯里兰卡的现状点评国内生产总值（GDP），引起争议。因推文标题和内容提及了「大马首相与部长住宅会否会像上周斯里兰卡被愤怒的抗议者放火焚烧」。该推文后来通过WhatsApp截屏流传，同时前首相纳吉·阿都拉萨也在其Facebook上分享，呼吁警方对此展开调查。林吉祥在被告知后由他的政治秘书修改声明的标题。
在接到举报和关注后，马来西亚警方于5月21日宣布将以《刑事法典》第505(c) 条文「意图煽动任何人或种族的言论」，以及《1988年通信与多媒体法》第233条文「不当使用网络设施或网络服务」開檔调查。林吉祥事后强调本身无意在马来西亚煽动任何动乱，并声称他已预料会有政治亡命之徒和机会主义者会通过他们的宣传人员和网络兵团，来扭曲和曲解他的文告的意义，并指控前首相纳吉是网军的领导者。
5月22日，林吉祥二度发文表示，他愿意为了警告马来西亚不要成为另一个斯里兰卡而愿意入狱，并批评前首相纳吉在一个马来西亚发展有限公司丑闻（1MDB）的表现。林吉祥发表声明指出，他被警方根据《刑事法典》第505(c) 条文「发表意图煽动任何人或种族的声明」，以及《1988年通讯和多媒体法令》第233条「不当使用网络设施或网络服务」的两项条文進行調查，若罪成可被處以长达两年的有期徒刑或罚款或两者兼施。林吉祥阐明，他没有煽动任何人、阶级或群体，也没任何意图煽动任何人、阶级或群体，并强调没有制造或发起任何淫秽、不雅、虚假、威胁或冒犯性的消息，意图骚扰、辱骂、威胁或骚扰他人，但愿意为了警告马来西亚人不要成为另一个斯里兰卡而入狱。林吉祥也质疑前首相纳吉是否愿意因马来西亚被全球称为「最恶劣的盗贼统治」所招致的污名、恶名和骂名而入狱，并批评纳吉没有向他的父亲敦阿都拉萨学习，导致马来西亚进入一马公司「最恶劣的盗贼统治」。林吉祥表示，如果纳吉热爱马来西亚，应该从政治舞台上消失，而非试图卷土重来。
6月24日，林吉祥被武吉阿曼全国警察总部首次传召录供。

### 与李光耀和陈平的关系
2023年11月4日，伊斯兰党国会议员茜蒂玛斯杜拉在登嘉楼州甘马挽发表演说时称民主行动党前秘书长林吉祥与新加坡首任总理李光耀以及马来亚共产党前总书记陈平是表兄弟关系。而且民主行动党主席林冠英的妻子周玉清与士布爹国会议员郭素沁有著亲戚关系。茜蒂玛斯杜拉表示，这些事实是源自一份国民阵线在第15届全国大选前发布的竞选材料。之后遭到林吉祥父子以及郭素沁否认。随后茜蒂玛斯杜拉被马来西亚警方调查录取口供。

## 年表
- 1965年，加入民主行动党（当时仍称为人民行动党）。
- 1966年，任民主行动党首任秘书长蒂凡那（Chengara Veetil Devan Nair、C. V. Devan Nair）政治秘书。
- 1967年，受委加入中央执行委员会。
- 1968年，担任组织秘书，并任该党报《火箭报》英文版主编。
- 1968年，雪兰莪沙登州议席补选，林吉祥首次参选，但落败于马华候选人。
- 1969年5月10日，首次参选国会议席，在第3届全国大选，中选马六甲市区国会议员。
- 1969年5月15日，前往沙巴州为独立候选人助选时被沙巴州长驱逐出境，在新加坡转机回马时，被警察拘捕，在未经审讯的情况下被援引《1960年内部安全法令》扣留16个月。
- 1970年10月，在扣留营里被选为民主行动党第三任秘书长。
- 1973年1月30日至同年7月31日，首度担任马来西亚国会下议院 反对党领袖。
- 1974，马来西亚第4届全国大选，中选连任马六甲市区国会议员。
- 1975年11月4日至1999年11月10日，担任马来西亚国会下议院 反对党领袖，任期内经历第4,5,6,7,8,9国会届次，也是历届反对党领袖中任期最久的第一位。
- 1978，马来西亚第5届全国大选，中选雪兰莪八打灵再也国会议员。
- 1982，马来西亚第6届全国大选，中选马六甲市区国会议员。
- 1986年，林吉祥於马来西亚第7届全国大选，移师槟城州，插旗丹绒，宣告开展“丹绒一役”。在丹绒国会议席中击败民政党的首次上阵许子根，行动党并夺得10个槟城州议席。
- 1987年10月27日，马来西亚政府以种族关系紧张为理由，援引《1960年内部安全法令》展开大逮捕和查封报章的“茅草行动”（Operasi Lalang）。在此项逮捕行动其中，民主行动党秘书长林吉祥及其长子林冠英、副主席卡巴星，也在内安法令下被扣留长达18个月。林吉祥是最后一名在1989年4月才获释的扣留者。
- 1990年，林吉祥於马来西亚第8届全国大选与东姑拉沙里组成的四六精神党发动“丹绒二役”的第二轮攻势，再度赢下槟城丹绒国会议席，并在槟城巴當哥打州選區擒下槟城州首席部长林蒼祐，粉碎了林蒼祐的不敗神話，林蒼祐從此退出政壇。行动党夺得14个州议席。
- 1995年，林吉祥在马来西亚第9届全国大选擊退槟城丹绒国会议席的國陣候選人章志偉，卻在槟城丹绒武雅州议席敗給林蒼祐的徒弟許子根。林吉祥想如法炮製的把剛接任槟州首席部長職位的許子根推下台，可是卻演了一場滑鐵盧，被許子根擊敗。槟城州议席中，行动党只有一名初上陣的女候選人章瑛在峇都兰樟州议席取勝。
- 1999年，马来西亚第10届全国大选，雄心萬丈的林吉祥照舊同時在國會議席和州議席上陣，卻兵敗如山倒的在槟城升旗山国会议席敗在民政党謝寬泰手下，並在槟城植物园州议席輸給民政党丁福南。槟城州议席中，行動黨只有羅興強贏得一个峇都兰樟州议席。
- 同年林吉祥也辞卸秘书长职，改任党主席。
- 2004年，林吉祥對檳州失去信心，轉戰霹靂州，成功在马来西亚第11届全国大选中选霹雳怡保东区国会议员。
- 2004年5月19日至2008年2月13日，第三次担任马来西亚国会下议院 反对党领袖。
- 同年林吉祥卸下民主行动党主席职，由加巴星接棒，本身则受委为党顾问。
- 2008年3月8日，马来西亚第12届全国大选再次中选霹雳怡保东区国会议员。
- 2013年5月5日，马来西亚第13届全国大选中转战柔佛振林山国会议席，并且成功打败曾经担任柔佛州务大臣长达18年的国阵巫统候选人阿都干尼奥斯曼。
- 2018年5月9日，马来西亚第14届全国大选，在柔佛依斯干达公主城国会议席(前振林山国会议席)，成功连任国会议员。
- 同年林吉祥终于得偿所愿，见证由民主行动党、人民公正党、土著团结党及国家诚信党组成的希望联盟，赢下马来西亚第14届全国大选执政联邦政府，达成改朝换代的目标。
- 2022年3月20日，届年81岁的林吉祥在民主行动党第17届全国代表大会上，宣布自己将全面引退政坛。而在党选后林吉祥受委为党务资政，这是民主行动党首位担任这项职务的元老。新任党秘书长陆兆福表示这项委任是党给予林吉祥的荣耀和尊重。后林吉祥婉拒出任这一职务。
- 2023年，獲马来西亚最高元首冊封為丹斯里。
- 2024年，獲檳城州元首冊封為拿督斯里烏達瑪。

## 选举成绩
| 年份 | 选区           |  |                  | 得票数 | 得票率 | 竞选对手                    | 竞选对手                    | 得票数 | 得票率 | 总票数  | 多数票 | 投票率 |
| ---- | -------------- |  | ---------------- | ------ | ------ | --------------------------- | --------------------------- | ------ | ------ | ------- | ------ | ------ |
| 1969 | 马六甲市区     |  | 林吉祥（行动党） | 18,562 | 60.80% |                             | Koh Kim Leng（马华公会）    | 7,346  | 24.06% | 31,484  | 11,216 | 73.77% |
| 1969 | 马六甲市区     |  | 林吉祥（行动党） | 18,562 | 60.80% | 哈斯努阿都哈迪（人民党）    | 4,621                       | 15.14% |        | 31,484  | 11,216 | 73.77% |
| 1974 | 马六甲市区     |  | 林吉祥（行动党） | 17,664 | 51.93% |                             | Loh Kee Peng（马华公会）    | 13,460 | 39.57% | 34,738  | 4,204  | 74.53% |
| 1974 | 马六甲市区     |  | 林吉祥（行动党） | 17,664 | 51.93% | Thum Kim Kui（人社党）      | 2,165                       | 6.36%  |        | 34,738  | 4,204  | 74.53% |
| 1974 | 马六甲市区     |  | 林吉祥（行动党） | 17,664 | 51.93% | Lee Kou Ming（社会正义党）  | 726                         | 2.13%  |        | 34,738  | 4,204  | 74.53% |
| 1978 | 八打灵         |  | 林吉祥（行动党） | 41,017 |        |                             | Yeoh Poh San（马华公会）    | 24,263 |        | 90,611  | 16,754 |        |
| 1982 | 马六甲市区     |  | 林吉祥（行动党） | 29,310 |        |                             | Chan Teck Chan（马华公会）  | 24,459 |        | 54,914  | 4,851  | 78.56% |
| 1986 | 丹绒           |  | 林吉祥（行动党） | 27,611 | 63.43% |                             | 许子根（民政党）            | 15,921 | 36.57% | 44,463  | 11,690 | 73.32% |
| 1990 | 丹绒           |  | 林吉祥（行动党） | 30,954 | 69.66% |                             | Boey Weng Keat（民政党）    | 13,485 | 30.34% | 45,392  | 17,469 | 74.55% |
| 1995 | 丹绒           |  | 林吉祥（行动党） | 25,622 | 56.75% |                             | Oh Keng Seng（民政党）      | 18,727 | 41.48% | 45,971  | 6,895  | 72.57% |
| 1995 | 丹绒           |  | 林吉祥（行动党） | 25,622 | 56.75% | Khor Gark Kim（沙巴团结党） | 800                         | 1.77%  |        | 45,971  | 6,895  | 72.57% |
| 1999 | 升旗山         |  | 林吉祥（行动党） | 24,176 | 49.50% |                             | 谢宽泰（民政党）            | 24,280 | 49.72% | 49,887  | 104    | 71.67% |
| 2004 | 怡保东区       |  | 林吉祥（行动党） | 28,851 | 59.80% |                             | Thong Fah Chong（马华公会） | 19,077 | 39.54% | 49,175  | 9,774  | 67.06% |
| 2008 | 怡保东区       |  | 林吉祥（行动党） | 37,364 | 70.12% |                             | Liew Mun Hon（马华公会）    | 15,422 | 28.94% | 53,994  | 21,942 | 70.45% |
| 2013 | 振林山         |  | 林吉祥（行动党） | 54,284 | 57.74% |                             | 阿都干尼·奥斯曼（巫统）     | 39,522 | 42.04% | 95,071  | 14,762 | 89.08% |
| 2018 | 依斯干达公主城 |  | 林吉祥（行动党） | 80,726 | 67.96% |                             | 张秀福（马华公会）          | 35,862 | 30.19% | 118,779 | 44,864 | 85.90% |

| 年份 | 选区 |  |                  | 得票数 | 得票率                 | 竞选对手 | 竞选对手        | 得票数 | 得票率 | 总票数 | 多数票 | 投票率 |
| ---- | ---- |  | ---------------- | ------ | ---------------------- | -------- | --------------- | ------ | ------ | ------ | ------ | ------ |
| 1968 | 沙登 |  | 林吉祥（行动党） | 5,928  |                        |          | Thuan Paik Phok | 6,535  |        |        | 607    |        |
| 1968 | 沙登 |  | 林吉祥（行动党） | 5,928  | Tan Han Swee（民政党） | 1,330    |                 |        |        |        | 607    |        |

| 年份 | 选区 |  |                  | 得票数 | 得票率                      | 竞选对手 | 竞选对手             | 得票数 | 得票率 | 总票数 | 多数票 | 投票率 |
| ---- | ---- |  | ---------------- | ------ | --------------------------- | -------- | -------------------- | ------ | ------ | ------ | ------ | ------ |
| 1974 | 城堡 |  | 林吉祥（行动党） | 4,746  |                             |          | K.西华普念（国大党） | 1,881  |        |        | 2,865  | 81.85% |
| 1974 | 城堡 |  | 林吉祥（行动党） | 4,746  | Tan Giap Seng（社会正义党） | 697      |                      |        |        |        | 2,865  | 81.85% |
| 1974 | 城堡 |  | 林吉祥（行动党） | 4,746  | Thum Kui Kim（人社党）      | 433      |                      |        |        |        | 2,865  | 81.85% |
| 1978 | 城堡 |  | 林吉祥（行动党） |        |                             |          |                      |        |        | 12,739 | 4,649  |        |
| 1982 | 怡力 |  | 林吉祥（行动党） | 3,384  |                             |          | 颜文龙（马华公会）   | 6,447  |        | 10,050 | 3,063  | 77.9%  |
| 1982 | 怡力 |  | 林吉祥（行动党） | 3,384  | Lee Ching Sen（独立人士）   | 44       |                      |        |        | 10,050 | 3,063  | 77.9%  |

| 年份 | 选区     |  |                  | 得票数 | 得票率 | 竞选对手 | 竞选对手                  | 得票数 | 得票率 | 总票数 | 多数票 | 投票率 |
| ---- | -------- |  | ---------------- | ------ | ------ | -------- | ------------------------- | ------ | ------ | ------ | ------ | ------ |
| 1986 | 甘榜哥南 |  | 林吉祥（行动党） | 8,900  | 63.07% |          | Tham Soon Seong（民政党） | 5,211  | 36.93% | 14,391 | 3,689  | 73.49% |
| 1990 | 巴当哥打 |  | 林吉祥（行动党） | 6,317  | 52.96% |          | 林苍祐（民政党）          | 5,611  | 47.04% | 12,221 | 706    | 72.14% |
| 1995 | 丹绒武雅 |  | 林吉祥（行动党） | 5,384  | 29.15% |          | 许子根（民政党）          | 13,087 | 70.85% | 18,815 | 7,703  | 77.68% |
| 1999 | 植物园   |  | 林吉祥（行动党） | 5,142  | 37.11% |          | 丁福南（民政党）          | 8,551  | 61.72% | 14,195 | 3,409  | 68.67% |

## 荣誉
- 马来西亚 :
  -  联邦效忠领袖勋章（PSM）—丹斯里（2023年）[29]
- 檳城 :
  -  檳城護國烏達瑪勳章（DUPN）—拿督斯里乌达玛 （2024年）[30]

## 书籍
林吉祥自1978年来共出版过29本书籍。
1. 马来西亚的计时炸弹 （Time Bombs in Malaysia）(1978)
2. 民主行动党和劳工课题 （DAP and Labour Issues） (1978)
3. 18个月后的这一天 （This Day in the Last 18 Months）(1983)
4. 哈里斯沙烈 – 政治与道德（Harris Salleh – Politics & Morality） (1984)
5. 演讲及新闻稿精选 – Vol. I （Selected Speeches & Press Statements – Vol. I）(1991)
6. 三美威鲁和麦卡丑闻 （Samy Vellu and MAIKA Scandal）(1992)
7. 维贞德兰性爱录影带丑闻II （Vijandran Pornographic Videotape Scandal II）(1992)
8. 高原塔楼悲剧 （The Highland Tower Tragedy）(1994)
9. Pendedahan Skandal Kewangan – Siapa Petualang FELCRA? (1994)
10. 全民资讯科技 （I.T. For All） (1997)
11. 马来西亚网络法 （Cyberlaws in Malaysia ）(1997)
12. 经济及金融危机（Economic & Financial Crisis） (1998)
13. 马来西亚的政治及经济危机（Political & Economic Crisis in Malaysia） (1998)
14. 民主行动党 （DAP） (2004)

### 评价
马华公会第六任总会长林良实曾说：“林吉祥二十多年来的独裁作风，不但不能容忍像李霖泰这种中庸的行动党领袖，而且还欺负他，使他忍无可忍的退出政坛。”“所以，以马华的看法，林吉祥是对马华最好的行动党秘书长。”

## 外部連結
- 林吉祥个人网站 （页面存档备份，存于）（英文）（中文）

| 马来西亚国会职务                   | 马来西亚国会职务                                 | 马来西亚国会职务         |
| ---------------------------------- | ------------------------------------------------ | ------------------------ |
| 前任： 哈迪阿旺 回教党             | 国会反对党领袖 2004年－2008年2月                 | 繼任： 旺阿兹莎 公正党   |
| 前任： Edmund Langgu Saga 砂国民党 | 国会反对党领袖 1975年－1999年                    | 繼任： 法兹诺 伊斯兰党   |
| 前任： 阿斯里姆达 伊斯兰党         | 国会反对党领袖 1973年－1974年                    | 繼任： 黄金明 砂国民党   |
| 振林山                             | 依斯干达公主城议员 2018年7月16日－2022年10月10日 | 繼任： 刘镇东 希盟行动党 |
| 前任： 曾亚英 国阵马华公会         | 振林山议员 2013年6月24日－2018年4月7日           | 更名为：依斯干达公主城   |
| 前任： 汤华昌 国阵马华公会         | 怡保东区议员 2004年5月17日－2013年4月3日         | 繼任： 苏建祥 民联行動黨 |
| 前任： 许子根 民政党               | 丹绒议员 1986年－1999年                          | 繼任： 曹观友 行动党     |
| 前任： 陈德泉 马华公会             | 马六甲市区议员 1982年－1986年                    | 繼任： 林冠英 行动党     |
| 前任： '                           | 八打灵再也议员 1978年－1982年                    | 繼任： P·巴都 行动党     |
| 前任： '                           | 马六甲市区议员 1969年5月10日－1978年             | 繼任： 陈德泉 行动党     |
| 槟城州立法议会职务                 |                                                  |                          |
| 前任： 林苍佑 民政党               | 巴当哥打议员 1990年－1995年                      | 繼任： 邓章耀 民政党     |
| 前任： 黄鸿杰 行动党               | 甘榜哥南议员 1986年－1990年                      | 繼任： 谢德和 行动党     |
| 民主行动党职务                     |                                                  |                          |
| 前任： 曾敏兴                      | 全国主席 1999年－2004年                          | 繼任： 卡巴星            |
| 前任： 吴福源                      | 秘书长 1970年10月－1999年                        | 繼任： 郭金福            |